# Pepsi Light

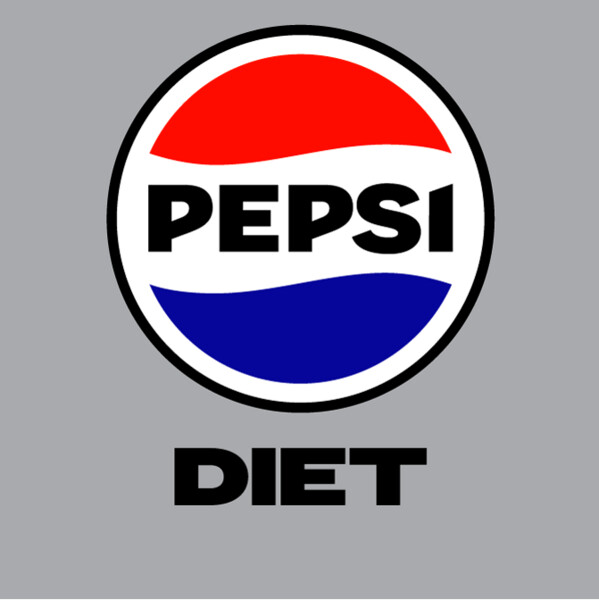
Logo Pepsi Light

Pepsi Light – napój dietetyczny zawierający aspartam, produkowany przez firmę PepsiCo.
Jest sprzedawany w USA oraz wielu krajach Europy, Azji i Ameryki Południowej. Napój pojawił się w latach siedemdziesiątych XX wieku. W Polsce w sprzedaży od 1990 roku.